# Rivolta di Hecker
La rivolta di Hecker (in tedesco: Heckeraufstand) fu un tentativo, avvenuto nell'aprile del 1848 da parte dei capi rivoluzionari badensi Friedrich Hecker, Gustav von Struve e di altri democratici radicali, di rovesciare la monarchia nel Granducato di Baden ed instaurarvi una repubblica. La rivolta fu il primo grande scontro della Rivoluzione del Baden e tra le prime rivoluzioni scoppiate in Germania nel 1848, parte delle rivoluzioni che in quello stesso anno colpirono l'intera Europa.
L'azione venne perlopiù condotta dalla milizia locale sotto la guida di Friedrich Hecker che si spostò da Costanza, al confine con la Svizzera, in direzione di Karlsruhe, capitale granducale, con l'intento di unirsi ad un altro gruppo armato sotto la guida del poeta rivoluzionario Georg Herwegh per rovesciare il governo. I due gruppi vennero fermati indipendentemente dalle truppe della Confederazione Germanica prima che potessero unirsi.

## Antefatto
Nel Granducato del Baden, che già aveva una costituzione relativamente liberale rispetto a molti altri stati preunitari tedeschi e che godeva di un governo politicamente moderato sotto il regno del granduca Leopoldo, si iniziarono a sviluppare dei forti ideali democratici radicali dagli anni '30 dell'Ottocento. L'influenza della rivoluzione di febbraio nella vicina Francia, che aveva proclamato  la seconda repubblica francese appena qualche settimana prima rispetto agli eventi della rivolta di Hecker, avevano avuto notevoli conseguenze nel Baden e più in generale in Germania.
La rivolta prese il nome dal suo capo ed ispiratore, Friedrich Hecker, l'avvocato trentasettenne originario di Mannheim che nel 1848 era già stato portavoce per l'opposizione liberal-democratica alla Camera del parlamento badense.
Hecker, Herwegh e Gustav Struve erano tra i più noti rappresentanti della sinistra nel Baden settentrionale, ma nella preparazione della rivoluzione di marzo risultavano ancora in minoranza con le loro idee radicali ed anti-monarchiche. La maggioranza degli aderenti alla rivoluzione erano infatti borghesi liberali che erano più favorevoli ad una monarchia ereditaria ma costituzionale e alla realizzazione di riforme di stampo liberale.
Hecker e Struve avevano preso parte al parlamento di Francoforte dal 31 marzo al 4 aprile 1848. A Francoforte la loro visione politica non era stata accettata dalla maggioranza perché giudicata troppo estremista. Cercarono di essere eletti tra i membri del Fünfzigerausschuss, una commissione di cinquanta membri che avrebbe dovuto dirigere la Germania nel periodo di interludio rispetto alla formazione di un vero e proprio parlamento nazionale, ma non vennero prescelti proprio per le loro idee troppo radicali. Non contento, Hecker decise di far procedere la rivoluzione secondo altri schemi, iniziando proprio dalla sua terra nativa, il Baden.

## Preparativi

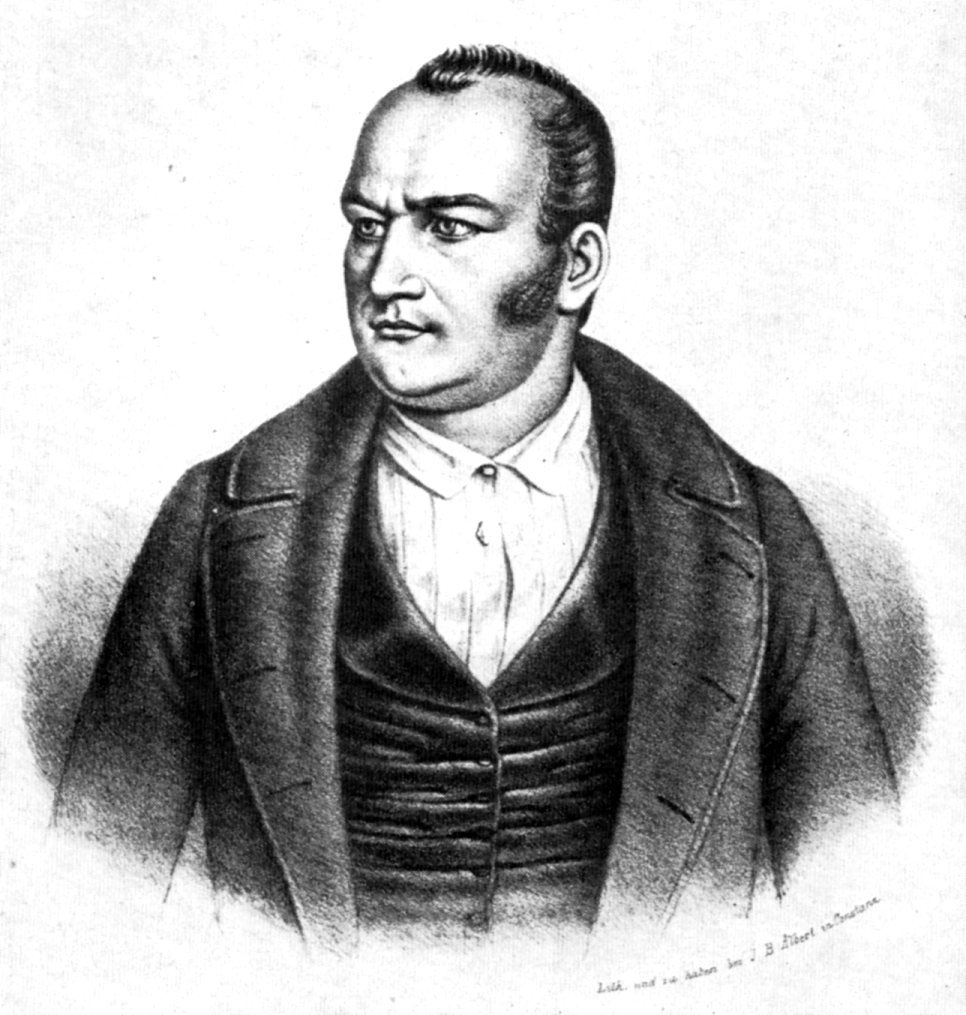
Joseph Fickler, pubblicista radicale democratico

La città di Costanza sull'omonimo lago sembrò a Hecker il punto ideale di partenza della sua rivolta. Costanza gli era parsa particolarmente ricettiva nei confronti delle idee liberali, e per questo Hecker riteneva di poter trovare diversi sostenitori in città e nelle campagne circostanti. Diversi gruppi di liberali e repubblicani si erano già formati a Costanza negli anni '30 dell'Ottocento, e in particolare Joseph Fickler era stato uno dei principali agitatori locali nel periodo del Vormärz, sfruttando il suo ruolo di editore del Seeblätter, un giornale radical-democratico. Proprio sotto la guida di Fickler il 31 marzo 1848 venne fondato a Costanza un club sportivo con quaranta membri il cui compito reale era di "formare un gruppo armato" in previsione della rivoluzione, in accordo con i primi raggruppamenti di lavoratori locali. L'arresto di Fickler l'8 aprile 1848 per sedizione diede ad Hecker l'impulso finale per agire, partendo proprio da Costanza.

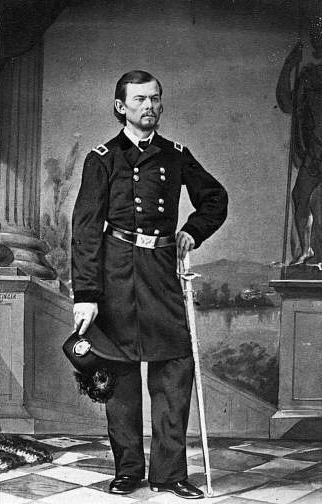
Franz Sigel, capo della milizia di Costanza (qui fotografato attorno al 1861 quando prestò servizio come ufficiale nella guerra civile americana dopo essere emigrato dalla Germania)

In effetti, già dalla primavera del 1848 anche a Costanza vi erano stati degli impeti rivoluzionari: il 5 marzo venne costituita una commissione di cittadini che convocò un'adunata pubblica per scegliere i rappresentanti cittadini da inviare all'assemblea pre-parlamentare di Offenburg. La situazione in città era tesa. Sulla base della notizia, poi rivelatasi infondata, che vi fossero decine di migliaia di rivoluzionari francesi presso Offenburg che già avevano valicato il confine, il 26 marzo vi fu una chiamata generale alle armi. Franz Sigel, ex ufficiale, organizzò una milizia di 400 uomini per conto del sindaco, Charles Hüetlin.
Hecker giunse a Costanza la sera dell'11 aprile. Per sfuggire all'arresto, aveva dovuto viaggiare attraverso la Francia e la Svizzera. Assieme a Franz Sigel, Gustav Struve ed a Theodor Mogling, che erano già arrivati sul posto, pianificò i passi successivi: quattro colonne avrebbero marciato direttamente su Karlsruhe, una da Costanza, due da Donaueschingen e una quarta sulla Foresta Nera da Sankt Blasien e da Waldshut. L'obiettivo era di ottenere un effetto valanga, raccogliendo cioè il numero più alto di aderenti possibile lungo il percorso, ingrossando così le proprie file.

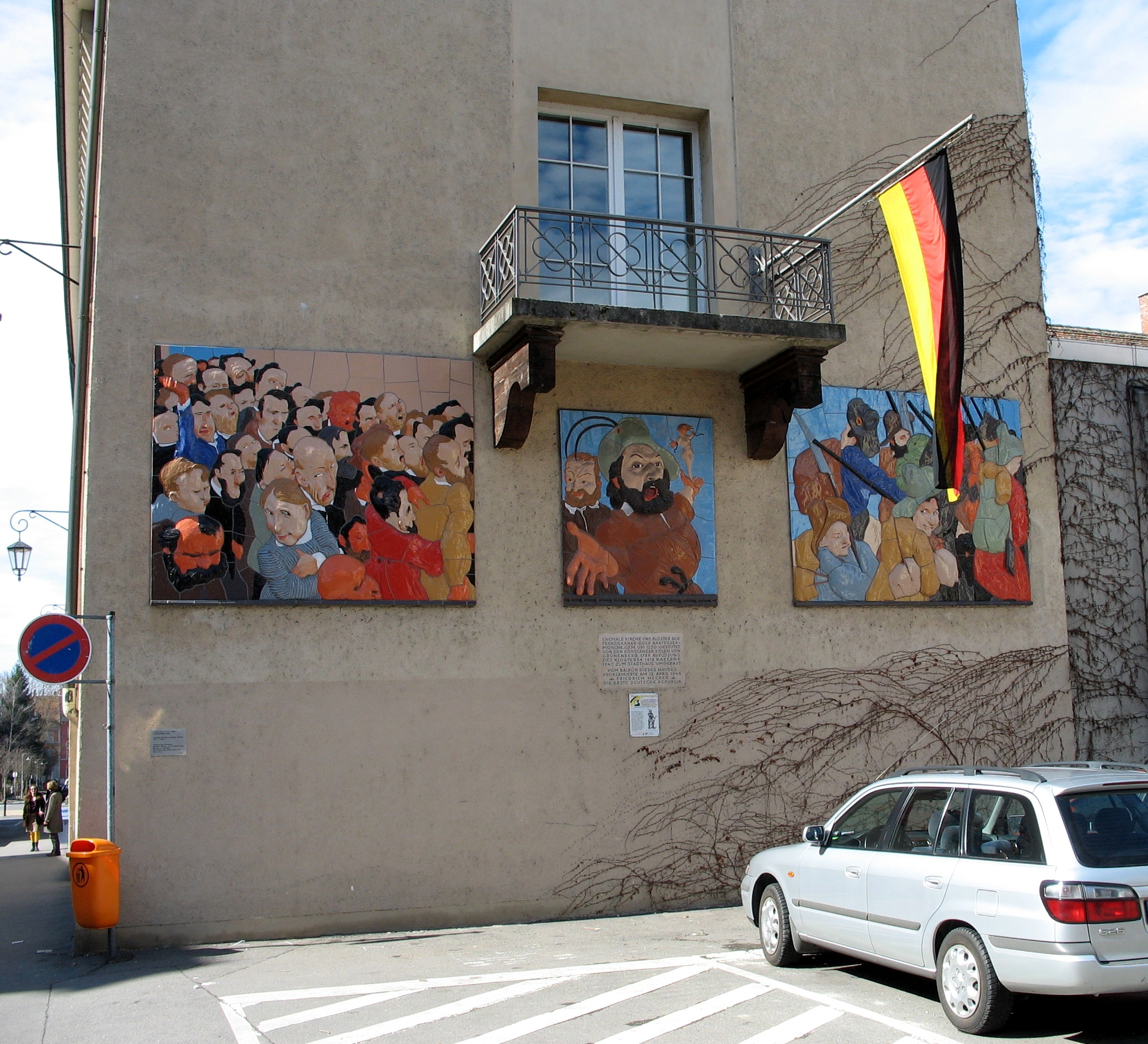
Fu dal balcone del municipio di Costanza che Hecker dichiarò la fondazione della repubblica. Una grande maiolica ad opera dell'artista Johannes Grützke commemora ancora oggi l'evento in loco.

I repubblicani di Costanza però si opposero al piano di Hecker perché lo ritenevano rischioso e irrealizzabile. Le truppe della Confederazione Germanica si riteneva fossero disposte attorno alla città e i rivoluzionari apparivano poco preparati per i compiti assegnati. Hecker fece pressione per la realizzazione di un'assemblea pubblica per trovare persone più disponibili ad abbracciare il suo piano. L'Assemblea Popolare si tenne il 12 aprile al pomeriggio alle 17:00 presso il municipio cittadino. Qui Hecker delineò la sua strategia politica e chiamò le persone a partecipare al suo piano. Coi suoi compagni non trovò però l'entusiasmo che si aspettava, ma anzi spesso si trovò contro astio e minacce.
Hecker, per scuotere gli animi, si affacciò al balcone del municipio locale ed annunciò la nascita della repubblica nel Baden, ma nessun giornale, nemmeno il Seeblätter (dichiaratamente di sinistra), menzionò l'evento, e nessun proclama ufficiale venne riportato in alcun articolo della stampa locale.

## La rivolta

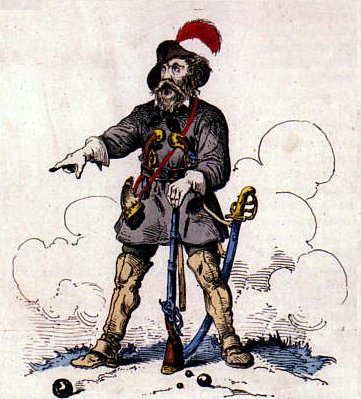
Friedrich Hecker, rappresentato in una caricatura contemporanea anti-Hecker nella sua "uniforme rivoluzionaria" con sciabola, moschetto ed il caratteristico "cappello alla Hecker" che divenne ben presto diffusissimo presso tutti i rivoluzionari.

L'obiettivo della rivoluzione, che partì da Costanza il giorno dopo l'assemblea, era quello di avanzare sino al Reno e di incontrarsi con altri volontari repubblicani che stavano avanzando dalla Francia, una legione democratica guidata dal poeta George Herwegh con 900 uomini al seguito. Insieme le forze avrebbero occupato Karlsruhe, capitale del Baden, detronizzato il granduca e costretto alla proclamazione della repubblica.

### L'inizio
Il primo giorno della rivolta, il 13 aprile 1848, fu un disastro. La sera stessa che Hecker tenne l'adunata pubblica, Franz Sigel venne assegnato con la sua milizia a prendere parte alla rivoluzione, e questo gli venne impedito dal maggiore Karl Hüetlin. La mattina successiva 150 uomini dovevano radunarsi nella piazza del mercato, ma data la pioggia e le difficoltà riscontrate, solo 30-50 furono gli uomini presenti, che  con Hecker, Sigel e Mogling si mossero alle 8:00 fuori dalla città. Hecker, "Capo dell'Insurrezione e Supremo Comandante," con la sua uniforme simile a quella di un brigante romantico si presentò al popolo con giacca blu, sciabola , pistola alla cintura e distintivo, oltre a quello che divenne noto come "cappello alla Hecker" che ebbe ampia diffusione presso i rivoluzionari.
Il gruppo si mosse verso nordovest passando per Allensbach, Radolfzell, Stockach e Engen, raccogliendo volontari provenienti anche da villaggi isolati così che l'armata cresceva ad ogni chilometro di percorso. In alcuni luoghi come Singen am Hohentwiel, aderì in blocco l'intera milizia. Anche a Costanza alcuni sostenitori decisero di seguire il gruppo. Il primo giorno dopo la partenza, il 14 aprile, il gruppo di Costanza era significativamente aumentato e vi fu un primo conflitto armato nei pressi della cancelleria cittadina, fomentato dalla falsa notizia che Hecker avesse ormai attirato a sé orde di contadini in rivolta. Il giorno 15 aprile, 150-250 volontari con due pezzi d'artiglieria lasciarono Costanza cantando "cori giubilanti".

### L'armata di Hecker
Il primo giorno, circa 30 o 50 persone erano quelle che componevano le forze a disposizione di Hecker. Il terzo giorno erano già tra i 120 ed i 250 con quelli provenienti da Costanza. Una settimana dopo la partenza, alla battaglia di Kandern, le forze erano cresciute tra gli 800 ed i 1 200 rivoltosi. Oltre a quelli provenienti da Costanza, gran parte dei rivoltosi si aggiunse in piccoli gruppi lungo il percorso.
Altri gruppi si unirono a Dettighofen, Stockach, Singen on Hohentwiel, Emmingen ab Egg, Liptingen, Immendingen, Friburg, Möhringen, Grimmelshofen, Geisingen, Bjorndal, Falkau, Gurtweil, Tiengen e Utzenfeld. Anche dopo le prime sconfitte altri gruppi continuarono ad unirsi alle forze rivoluzionarie o a protestare per l'occupazione del paese.
Circa il 60% dei partecipanti alla rivolta erano artigiani (22,5% maestri e 35% apprendisti). Molti di questi vivevano in povertà, e molti di questi erano divenuti poveri in particolare a causa della carestia del 1846/1847. Molti garzoni non trovavano lavoro ed avevano ben poche speranze di poter costituire loro stessi una bottega. I restanti partecipanti erano operai nelle manifatture, studenti dell'Università di Friburgo e contadini.

### La sconfitta
Nel giro di pochi giorni, la rivolta venne repressa. Il 14 aprile i militari della Confederazione Germanica al comando del generale Friedrich von Gagern si posero contro la colonna di Hecker. Il 16 aprile, Hecker dovette ripiegare a sud verso Stühlingen e Bonndorf senza essere riuscito a raggiungere Donaueschingen, per evitare di scontrarsi con le truppe della Confederazione. Mannheim, Heidelberg e Karlsruhe non poterono essere raggiunte. L'esercito costrinse la colonna di Hecker a spostarsi sempre più a sudovest sino a Kandern, nell'estrema parte sud del paese, dove Hecker si vide costretto a dar battaglia. Lo scontro ebbe luogo il 20 aprile. Circa 800 dei sostenitori di Hecker si scontrarono con 2 000 soldati dei governi dell'Assia e del Baden. Le truppe della confederazione non solo erano superiori per numero rispetto ai rivoltosi, ma disponevano anche di armi migliori e di un adeguato addestramento. Vi furono perdite da ambo le parti. Il generale von Gagern fu tra i primi caduti della battaglia, ma la guerriglia ormai era terminata. Hecker e Struve riuscirono a fuggire in Svizzera.

## Conseguenze

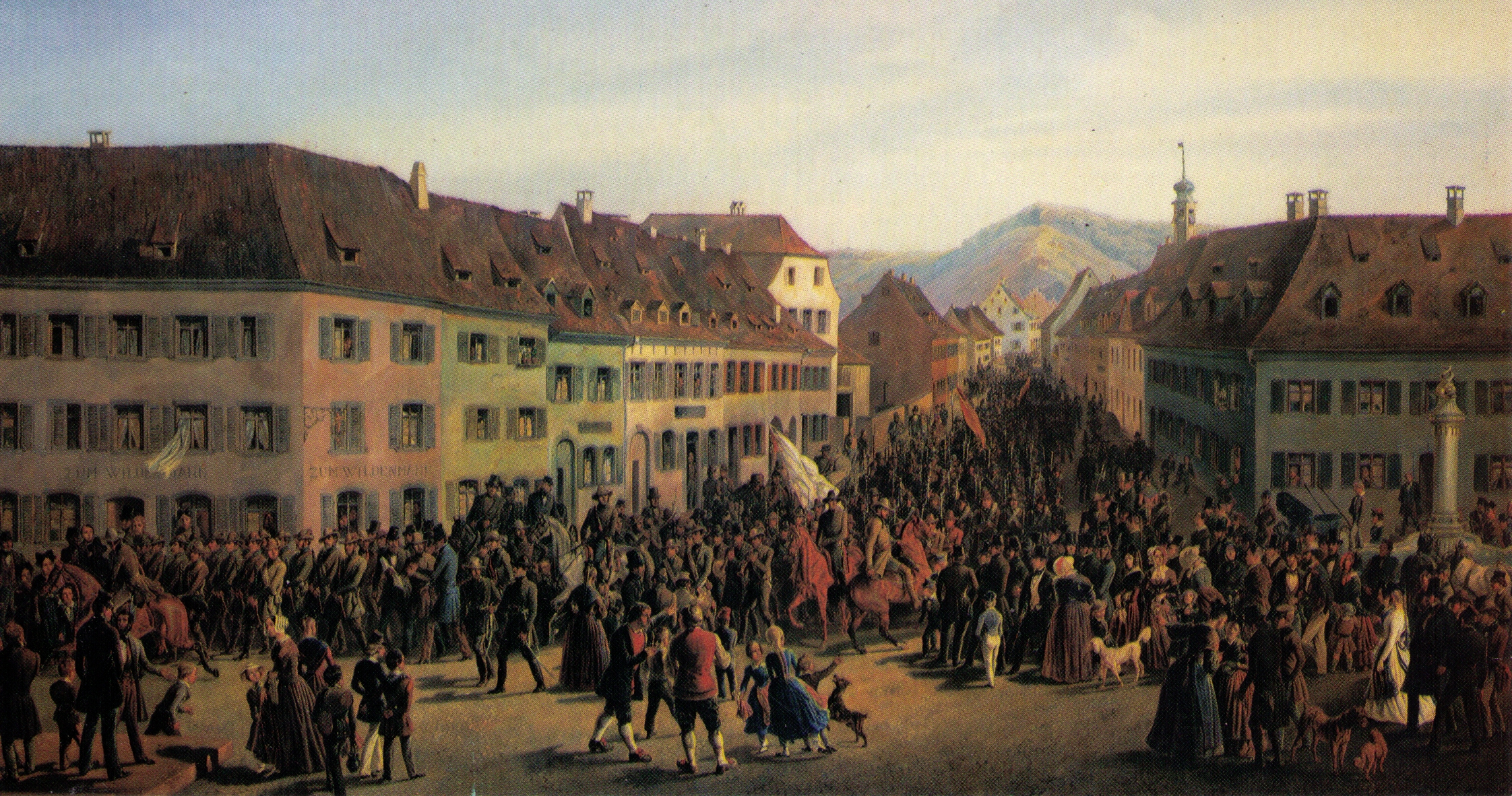
L'entrata della milizia a Lörrach sotto la guida di Struve nel settembre del 1848 (olio su tela di Friedrich Kaiser)

La notizia della sconfitta di Hecker impiegò diversi giorni per diffondersi nel territorio. Nel frattempo, alcuni gruppi di miliziani continuarono a unirsi alla rivolta. A Friburgo in Brisgovia, per quanto informati della sconfitta della rivoluzione, il 23 aprile si tenne una riunione pubblica che armò nuovamente un gruppo di cittadini che si trovò questa volta a fronteggiare 3 000 soldati.
Una settimana dopo la battaglia di Kandern del 27 aprile, il gruppo di Herwegh venne infine sconfitto a Dossenbach.  I suoi 650 uomini dovettero attraversare il Reno il 23 aprile, troppo tardi per andare in aiuto a quelli di Hecker. Il 25 aprile, i soldati bavaresi giunsero a Costanza. Il lago di Costanza e i distretti dell'Alto Reno erano in stato di guerra. Diversi rivoluzionari vennero arrestati. La città rimase in stato di assedio sino al marzo del 1849. Con tale atto si concluse la prima e maggiore delle rivoluzioni repubblicane nel Baden. L'idea che Hecker stesse pianificando una nuova rivolta in Svizzera rimase nell'aria per mesi. Hecker, al contrario, disperava ormai di poter sollevare il Baden e si spostò per questo in Francia, prendendo poi definitivamente residenza negli Stati Uniti, tornando brevemente nel maggio del 1849 con lo scoppio di una nuova rivoluzione. Gustav von Struve rimase nell'area e tentò nel settembre del 1848 di sollevare una rivolta a Lörrach, ma anch'essa fallì. Georg Herwegh, che pure era fuggito in Svizzera, non prese parte ad altri scontri rivoluzionari. Solo Franz Sigel, ex militare, prese parte alla rivolta di maggio e alle campagne del 1849 e venne nominato ministro della guerra della Repubblica di Baden che venne costituita per breve tempo prima di venire soppressa dalla presa di Rastadt da parte delle truppe prussiane il 23 luglio 1849.